# Genotip
Genotip  je skupek vseh genov v organizmu. Genotip skupaj z zunajkromosomskimi geni v mitohondrijih in plastidih predstavlja idiotip. Je glavni dejavnik, ki vpliva na fenotip kot celoto merljivih lastnosti organizma in je tisti del dejavnikov, ki se deduje.